# Каєнна (округ)

## Каєнна (округ)
Округ Каєнна (фр. Arrondissement de Cayenne) — округ у Франції, в департаменті Французька Гвіана. 2023 року округ об'єднував 10 муніципалітетів, населення становило 181 520 осіб.
Адміністративний центр (супрефектура) — Каєнна.

## Муніципалітети
Список муніципалітетів округу та їхні коди INSEE:
1. Іракубо (97303)
2. Каєнна (97302)
3. Куру (97304)
4. Макур'я (97305)
5. Матурі (97307)
6. Монсінері-Тоннегранд (97313)
7. Ремір-Монжолі (97309)
8. Рура (97310)
9. Сент-Елі (97358)
10. Сіннамарі (97312)